# Monceaux (Oise)
Monceaux is een gemeente in het Franse departement Oise (regio Hauts-de-France) en telt 693 inwoners (1999). De plaats maakt deel uit van het arrondissement Clermont.

## Geografie
De oppervlakte van Monceaux bedraagt 6,6 km², de bevolkingsdichtheid is 105,0 inwoners per km².
De onderstaande kaart toont de ligging van Monceaux (Oise) met de belangrijkste infrastructuur en aangrenzende gemeenten.

## Demografie
Onderstaande figuur toont het verloop van het inwonertal (bron: INSEE-tellingen).